# Светско првенство у даљинском пливању 2009 — 25 километара за жене
Даљинско пливање или пливање на отвореним водама 25 км за жене на Светско првенство у даљинском пливању 2009. одржано је у оквиру 13 ФИНА Светског првенства у воденим спортовима 2009. у Риму. Такмичење је одржано од 25. јула, на плажи у Остетији једном од квартива Рима. Учествовао је 18 такмичарки из 24 земље.
Победила је Немица Ангела Маурер у времену 5:47:48,0 која је на циљу стигла само 3,9 секунди испред другопласиране Рускиње Ане Уварове.

## Победнице
| Злато:                | Сребро:            | Бронза:                 |
| Ангела Маурер Немачка | Ана Уварова Русија | Федерика Витале Италија |

## Резултати
| Плас. | Пливач              | Држава           | Време           | Заостатак       |
| ----- | ------------------- | ---------------- | --------------- | --------------- |
|       | Ангела Маурер       | Немачка          | 5:47:48,0       |                 |
|       | Ана Уварова         | Русија           | 5:47:51,9       | 3,9             |
|       | Федерика Витале     | Италија          | 5:47:52,7       | 4,7             |
| 4     | Маргарита Домингез  | Шпанија          | 5:48:37,6       | 49,6            |
| 5     | Селија Барот        | Француска        | 5:49:00,7       | 1:12,7          |
| 6     | Linsy Heister       | Холандија        | 5:49:08,1       | 1:20,1          |
| 7     | Мартина Грималди    | Италија          | 5:49:36.7       | 1:48,7          |
| 8     | Стефани Билер       | Немачка          | 5:50:08,8       | 2:20,8          |
| 9     | Наталија Панкина    | Русија           | 5:50:36,8       | 2:48,8          |
| 10    | Ева Фабијан         | Сједињене Државе | 5:50:41,5       | 2:53,5          |
| 11    | Емили Хансон        | Сједињене Државе | 5:53:01.6       | 5:13,6          |
| 12    | Естер Нуњез Морера  | Шпанија          | 6:06:45,7       | 18:57,7 19:43,7 |
| 13    | Шели Кларк          | Аустралија       | 6:07:31,7       | 19:43,7         |
| 14    | Кети Дитрих         | Француска        | 6:08:27,4       | 20,39,4         |
| 15    | Lili Anzueto Moguel | Мексико          | 6:29:49,1       | 42,01,1         |
| --    | Кејт Брук-Петерсон  | Аустралија       | Није завршио    | Није завршио    |
| --    | Zaira Cardenas      | Мексико          | Није завршиола' | Није завршиола' |
| --    | Ника Козомерник     | Словенија        | Није стартовала | Није стартовала |